# Assisi Szent Ferenc-templom (Baj)
A baji Assisi Szent Ferenc Egyházközség három, az Esztergom-Budapesti, a Székesfehérvári és a Győri egyházmegyék találkozásában fekszik. 2016 nyarától ismét a tatai kapucinus plébánia közösségéhez csatlakozott. Ettől az időponttól a kapucinus templomban szolgálatot tevő plébános és káplán atyák látják el a hívek lelki gondozását.
A településen a katolikus vallás és a sváb hagyományok egymást éltető kapcsolatban léteznek évszázadok óta. Egymást kiegészítve és támogatva teszik lehetővé, hogy a mai időkben is vasárnapi szentmiséken mindig megtelik a templom, és a sváb gyökereink is velünk élnek. E kohéziónak köszönhetően a vasárnapi szentmiséken a szentély megtelik a ministráló gyermekekkel, és nem csak a vasárnapi szentmisére korlátozódik a hitélet, hanem a hétköznapokban is tapasztalható a hívek összetartása.
A hit és a hagyományok összekapcsolódása folytán a mai napig fennmaradtak a községben olyan szakrális tradíciók, melyekre minden évben hagyományosan sor kerül.

## Az Assisi Szent Ferenc templom rövid leírása
A templom a francia rokokó sajátos német változatában, copf stílusban épült.
Főhomlokzata gazdagon tagolt, bejárata vörös márvány félkör kerületű kapu, amely felett boltozatos ablak nyílik. 
Díszes főpárkányán öt oszlopos timpanon emelkedik, alatta két oldalt fugázott, íves lesarkítással, felette középen kör alakú ablakkal. A torony vaskos négyszögletű, négy zsalugáteres ablakkal, körbefutó órapárkánnyal díszített, működő órával, ívelten hegyesedő zsindelyes sisakkal, melynek tetején szép cirádás kovácsoltvas kettős kereszt áll. Az oldalhomlokzaton két – két íves nagy ablak nyílik, baloldalon még egy kisebb található, jobboldalon pedig a sekrestye helyezkedik el. A templom bejárata hornyolt korárívű vörös márvány keretű faajtó.
Az ajtón belépve bal kéz felől a kórusfeljáró, vele szemben pedig a gyóntatószék található. Mind két oldalon vörös márvány szenteltvíztartó, melyek készítője ismeretlen. Az 1890-es években kerülhetek elhelyezésre. A bal oldali szenteltvíztartó felett Szent Antal szobra, bal kezében liliommal, jobb kezében a kis Jézussal a Ferencesek öltözetében a szentírást tanulmányozza. A jobb oldalon Lisieux-i Szent Teréz szobra Szent Teréz a Karmelita apácák között élt, és igen fiatalon, 24 éves korában halt meg. Rövid élete során mégis példát mutatott nekünk. Hősiesen, de rejtetten szenvedők szentje.
A templom egy hajós. A copf stílus jegyet a templombelső főpillérein végigfutó párkány alatti copf-kontyszerű díszítés adja. A belső tér gazdagon díszített, több szobor és kép található benne. Csodálatos a dél tiroli Sangtulrich (Ortisei) községben készített szép dombormű keresztút, melyet táblaképszerűen fából faragtak ki és finoman festettek. A barokk stílusban készített stációk képek, a templom hajót körbefogva lettek elhelyezve. A bal oldali hátsó ívben Szent Sebestyén festménye, melyen a szentet ágyékkötőben, fához kötözve,testéből kiállónyilakkal ábrázolja az ismeretlen festő. A lemeztelenített, vérző test a fájdalmas Krisztusra emlékeztet. A nagy pestis járvány idején imádkoztak hozzá. A jobb oldali hátsó ívben Szent Flórián képe látható, a háttérben egy lángokban álló házzal ábrázolja a festő. A 14 segítő szent egyike, akit vízbe öltek. Tűzvészben és szárazságban kérik a közbenjárását. A tűzoltók, és a kéményseprők patrónusa, aki római tisztviselő volt, mégis lovagi páncélban lóháton ábrázolja a művész. A kórus feletti boltíven a "Menjetek békével" felirat olvasható. A szöveg felett hangszerek láthatók, melyek az ókeresztény művészetben a Jó Pásztor Krisztust jelképezik.
Az egyház alapítása
A templomhajó, két cseh boltozatra osztott. Rajtuk négy freskó található, amelyek Závori Zoltán szilsárkányi festőművész munkái.
A kórus felőli boltozaton két mennyezet festmény található.
A bal oldalon az Egyház alapítását örökítette meg a festő: Péter kezében ott a halászháló, ami a foglalkozására utal. Jobb oldalon a pünkösdi jelenet van ábrázolva. A freskón Szűz Mária, és a tanítványok láthatók, akikre leszáll a szent lélek. A festmény hátterében vannak akik már a tömeget tanítják: A fenti két festményt Mária monogram köti össze.
Az oltár felőli boltozaton egyik oldalán Jézus kereszt halálakor Szűz Mária , Szent János és Mária Magdolna siratja Jézust.
A boltozat másik oldalán a feltámadást ábrázolja a festő. A földbe vájt sír mellett két katona alszik. A megdicsőült Jézus a sír felett, zászlóval a kezében. A háttérben asszonyok látszódnak akik Jézust balzsamozni jönnek.
Jézus feltámadása
E két festményt liturgikus embléma köti össze, kosárban hal és kenyér, ami az utolsó vacsora szimbolikus megjelenítése.
A hajó oltár felőli boltívén "Uram, jó nekünk itt lennünk" felirat olvasható. Az írás felett bárány látható, amely Isten bárányára utal.
Az elő-szentély előtti bolthajlatban bal oldalon a fehérre festett, és arany keresztel díszített tabernákulumot tartalmazó mellék oltár helyezkedik el. Az oltárszekrény felett barokk stílusú díszes fakeretben Fekete Madonna műalkotás, a Fájdalmas Szűzanya (Piéta) (A Szeplőtelen Szűzanya a bécsi Péterskirdie kegykép másolata) Ó bűn nélkül fogantatott Szűz Mária könyörögj érettünk! A jobb oldali bolthajlatban található, a fából készített szószék Mózes kőtábláival.
Szentélye egyenes záródású. Az elő-szentély kupolában a Szentháromság freskója látható.
Szentháromság fresko
A kép, a felhők felett az atyát ábrázolja fehér szakállú öregemberként kezében jogarral, ami az uralkodói hatalmat jelképezi. Utal arra, hogy az Isten irányít mindent. Az Atya mellett a Fiú jobb kezében keresztel. Az Atya és a Fiú között a világot jelentő Glóbusz. Éles fehér háttérben a Szentlélek galamb képében van ábrázolva.
A kupola freskó alatti pilléreken a négy evangélista ábrázolása. Máté az I evangélium szerzője, aki számolótáblával jelenik meg a képen. A számolótábla Máté vámos foglalkozására utal. Szimbóluma az angyal: A II. evangélium szerzőjét Márkot térdén Szentírással, háttérben oroszlánnal láthatjuk. A Szentírás jelenti Isten igéjét a Világ Világosságát. Márk szimbóluma az oroszlán, ami a feltámadást jelenti Lukács a III. evangélium és az Apostolik cselekedeteinek szerzője. Idősödő emberként történik az ábrázolása, amint Mária képet fest. Szimbóluma az ökör, ami a türelem megtestesítője ként szerepel János ifjú emberként, jelképével, a sassal van megjelenítve. A sas ősi nap és fény szimbóluma. János írta a IV. evangéliumot, és a jelenések könyvét.
Az elő-szentély külső oldalán bal oldali falon Fatimai Mária szobra kezében a rózsafüzérrel. Lába alatt a kígyó, feje felett csillag koszorú található. A szembe lévő falon Szent József "ember nagyságú" szobra látható, kezében a kis Jézussal. E szobor, minden évben a település famunkásainak ünnepén kerül a középpontba.
Az elő szentély jobb oldalán nyílik a sekrestye, az ajtó felett Szent Orbán képe, akihez a jó szőlőtermésért, jó borért, és a fagy elhárításáért imádkoznak. A szemben lévő oldalon vörös-márvánnyal kirakott bolthajtás, ahol barna színű fakereszten aranyszínű Jézus szobor, a kereszt lábánál aranyszínű Szűz Mária szobor található. A kereszt előtt vörös márványból készült keresztelő kút, mely egyidős a bejárati szenteltvíztartókkal. A boltozat felett az Utolsó vacsora képe látható. amely a templom egyik legértékesebb festménye. E műalkotás az Oltáriszentség alapítását jeleníti meg.
A szentélyben Luigits Róbert által, fából faragott szembe oltár található, a nagy keresztel. A falpillérek alatt, az 1907-ben Pécs Teréz baji hívő által adományozott Jézus, és Mária szíve szobrok találhatók. A mennyezeten a hét szentséget ábrázoló falfestmény látható. A kör alakú alkotáson a hét szentség úgy került ábrázolásra, hogy Krisztus monogrammal lettek elválasztva a Szentségek. A szentély bal oldalán, oltárkép nagyságú Szent Vendel kép, mely 1780- 1790 között Majkról kerülhetett ide. A festményen a szent kezében a pásztorbottal, állatokkal körülvéve került ábrázolásra. A háttérben dombok, és épületek láthatók, amelyek utalnak remete életmódjára. Vele szemben a Nagy Missziós Kereszt függ. Három évszám olvasható rajta: 1908; 1932; 1948. Ezekben az években községünkben, a nagyböjti időszakban több napos missziókra került sor.
A főoltár mögött két-két fél pilléren nyugvó korinthusi oszlopfővel díszített íves timpanon alatt, Assisi (Seráfi) Szent Ferenc, (a templom védőszentjének) képe látható. Főoltárkép: az oltárképen a szent sovány alakban, keskeny arccal, fején tonzúrával, szürkésbarna csuhában, mezítláb van ábrázolva. A festményen megjelenő könyv, az Evangélium, küldetésének megtestesítője. A képen megjelenő kereszt utal a megfeszített Krisztussal való bensőséges kapcsolatára. Arra, hogy megkapta a stigmákat. A képen a koponya az aszkézis, a vezeklés, a meditáció jele.
Az oltárkép felett, díszkeretben olajágak között Isten szeme tekint ránk.
A főoltár alapszíne fehér. A tabernákulum ajtaja fából készült, aranyszínű, rajta kehely, amiben az oltáriszentség található. Az oltárban található az az ereklyetartó, amely a Szent kereszt egy szálkáját tartalmazza.

## Az Egyházközség és a templom története

### A templom háborús sérülései[1]
Az Egyházközség az Árpád-kortól egészen a török hódoltság végéig a veszprémi püspökséghez, azon belül a budai főesperességhez tartozott.
1408-ban Zsigmond király Garai Miklós nádornak adományozta possessio Bayt, amelyet unokája, Garai Jób 1461 december havában a budai Nagyboldogasszony (Mátyás) templomban, a nádor által építtetett Mindenszentek kápolnájának /nádorkápolna/ adományozott.
A török kiűzetése után az egyházközséget a győri egyházmegyéhez csatolták, amely a tatai plébánia filiája lett.
Ekkor református családok éltek itt, akik a Tiszántúlról települtek ide, ahol a Báthoriak alattvalói lehettek.
1730-ban Bél Mátyás monográfiájában az akkori baji templomról a következőket írta: "A torony alatt, amely a templomnál a bejáratnál emelkedik, valamelyik Báthorinak az emlékére vésett márványtábla látható."
1745-ben Balogh Ferenc uradalmi régens levelében ezt írta: "...oly szép épületű tornya pusztán tartatik..." Tehát állt egy templom a mai helyén, amelynek tornya a templomhajótól külön épült. Erről a templomról – főleg a tornyáról – feltételezhető, hogy még a török idők előtt létesült.
Ezt 1674-ig a reformátusok használták, amikor is a földesúr elvette tőlük és bezáratta, de a tatai plébánost arra kötelezte, hogy évente legalább 2-3 misét tartson benne.
Ez a templom a Szent Kereszt Felmagasztalása tiszteletére volt felszentelve, a Szent Kereszt ereklye máig megmaradt.
A tatai hívek minden évben – búcsújárásként – ünnepélyes körmenettel keresték fel.
Szent Kereszt ereklye
1745-ben katolikus németek érkeztek Moson megyéből a községbe, az itt maradó reformátusok később áttértek katolikus hitre. A hívek lelki gondozását a tóvárosi kapucinus atyák végezték.
A régi templomot előbb restaurálták, majd 1763-ban lebontották és elkezdték Fellner Jakab tervei alapján mai templom építését, de csak két évig épült, mert 1765-ben már nem dolgoztak rajta. Az alapfalak készültek el, erre 586 Ft és 30 dénárt költöttek a templompénztárból.
A baji római katolikus iskola gróf Estérházi József országbíró idejére (1727-1748) vezethető vissza. Ez első iskola egytantermes, német iskola volt.
Az iskola mellé 1774-ben, nyers-téglából épült a "mester" háza mely "nagyon szűk".
Az elbontott templom miatt az istentiszteleteket egy nádfedeles, vályogból épült házban tartották. 1785-ben ebben kezdődött meg a rendszeres misézés.
Az első baji káplán P. Gabriel kapucinus atya volt. 1789-ben pedig Szerenka Pál tatai plébános már adminisztrátort rendszeresített, aki elkezdte a házassági és a halotti anyakönyvek vezetését. A kereszteléseket továbbra is Tatán végezték.
Az 1790-ben készült leltár gazdag templomfelszerelést és többek között két harangot is tartalmaz.
A már meglévő alapok felhasználásával Gött Antal tervei alapján 1792-ben folytatták a mai templom építését. Idézet a halotti anyakönyv függelékéből: "1793. december 12-én (más források szerint 1793 október 12.-n) az újonnan emelt baji templom első kövét letette Főtisztelendő Szerenka Pál kerületi főesperes-helyettes, tatai plébános úr. 1794. december 15-én az előbb említett főtisztelendő úr által, Fengler József győri püspök úr engedélyével , a templom a szerafikus (Assisi) Szent Ferenc tiszteletére felszenteltetett tekintettel arra a körülményre, hogy 1789-től fogva már a tóvárosi kapucinusok végezték a rendszeres lelkipásztorkodást.
Az előbb főtisztelendő úr költségén 1794-ben állíttatott fel a nagyobbik oltárt." Ebben az évben készült el a torony is.
1795-ben befejeződött az építkezés, amelyre a templompénztár 4843 Ft 79 dénárt költött. Ezt az összeget a hívek adományaiból, a templom jövedelméből és kölcsönökből fedezték. Az uradalom is hozzájárult az építkezéshez.
A toronysisakra a kettős keresztet 1806-ban helyezték el.
Az 1830-ik évi Vis. Can. már erőssen meghagyta az iskola mesternek, hogy az ifjúságot ne csak a német, hanem a magyar nyelvre is oktassa.
Az 1830-ik évi vizsgálat során az iskolaépület nem esett kifogás alá, azonképpen 1873-ban sem
A baji halotti anyakönyvek kezdete, és az új templom építésének előkészületei József császár idejével esnek össze. Ezért a jelenlegi, a falu végén elterülő, szabályos alakú egyházközségi temető is bizonyára ugyanazon időben keletkezett. 1833-ban már bővíteni kellett széltében és hosszában is 10 öllel. Pünkösd keddjén volt ezen új temetőrésznek a beszentelése. Ennek a temetőnek, egyszerű régi fakeresztje van, de az 1878- és 1888-ban hozzácsatolt részben már kőkereszt áll, mely 1899-ben Nagy Istvánné költségén készült.
1861-ben megalakult a máig működő Rózsafüzér Társulat Winterl Antal tatai plébános buzgólkodása folytán. (Tatán 165, Tóvárosban 91, Bajon 60 taggal.)
Az ekkor ezer főnél valamivel többet számláló községben a régi iskola 1894-ben fejlődött annyira, hogy 2-ik tanítót is alkalmazhatott. A második tanítólakást, a régi mellett. 1894-ben építette a község és 1908-ban pedig bővítette
"Akik ezen idő óta nevelkedtek, magyarul mind értenek, sokan pedig szépen beszélnek is."
Száz évig csak kisebb javításokat végeztek a templomon.
1895-ben hatóságilag bezárták, mivel a kórus felőli csehboltozat középen keresztben erősen megrepedt, megnyílott.
Ennek kijavítása és a templom nagyarányú felújítása 1907-ben kezdődött. Először vasalatokkal összefogták a hajó és a torony falait, kijavították a repedéseket, majd Lohr Ferenc tervei alapján kifestették a belső teret, ekkor készült a kupola Szentháromságot
és az evangélistákat ábrázoló freskója is. Alkotójuk Lohr Ferenc budapesti festőművész volt.
Új szobrok is elhelyezésre kerültek a felújítás során.
A belsejében megújult, valóban áhítatra hangoló templom megáldása 1907 október 13-án történt ifj gróf Esterházy Ferenc jelenlétében.
A következő év nyarán, 1908-ban a külső tatarozást végezték el, majd a templombelső berendezései, a főoltár, csillárok, képek, szobrok, és egyéb apróságok újultak meg.
Az egész helyreállítás 3.606 korona, és 26 fillérbe került. A fizetés egyesült erővel történt.
A belső, és külső helyreállítás körül elévülhetetlen érdemeket szereztek maguknak Janisch Ferenc községi jegyző, és P. Horváth Antal baji adminisztrátor, aki a híveket lelkesítette és a gyűjtés keserve munkáját végezte
P. Frauenberger Szeverin adminisztrátor (1908-1911) szent sírral, áldoztató ráccsal, szobrokkal, és más szükségesekkel szerelte föl a templomot.
1904-ben Schunder Paul állíttatott kőkeresztet a templom előtt.
1908 nagybőjtjében került sor, az első több napos misszióra a templomunkban. Ezt követően még két alkalommal 1932-ben, és 1948-ban kerültek megrendezésre a missziós napok.
1913-ban Janisch Ferenc baji jegyző buzdítására, a község lemondott egy évi szénkutatási járulékáról s így a bajiak minden külön megadóztatás és gyűjtés nélkül, három szép új harangot, és pontos toronyórát szerethettek be. (Ebben az időben ritkaság számba ment, hogy az óra mind a négy irányból mutatta az időt.) A harangok összesen 2.926 koronába, míg a toronyóra 1.600 koronába került. Az új harangok szentelését Kutrovátz Ernő győri kanonok, fölszentelt püspök végezte bajon 1913 június 11.-n.
A nagyharang
A toronyóra eredeti szerkezete
A következő évben, 1914-ben P. Veremund adminisztrátori tevékenységének köszönhetően vásárolták a fából faragott barokk keresztút dombormű táblaképeit. A keresztút 1.236 koronára rúgó költségeit a baji hívek adakozásából biztosították. A képek a dél-tiroli Sangtulrivh nevű községből származnak. A készítő cég, még ma is létezik, egy apáról, fiúr szálló vállalkozás formájában.
Az I. Világháború alatt két harangot vittek el, ezek pótlására 1922-ben két újat öntetett a község. A 83,5 cm átmérőjűt Seltenhofer Frigyes fiai öntötték Az 56 cm átmérőjű harangot Hilzer J. és társa, öntött
1922-ben a település bevezető főutcáján állandó út menti kőkereszt is emeltetett.
1924-ben került felállításra a temetői vas feszület.
1925-ben beszerelték a villanyvilágítást.
1928-ban a templom északi oldalán, az első világháborúban elesett 44 baji katona tiszteltére került felállításra a Hősök Emlékműve.
A Baj-i Római Katolikus Egyházközség 1931. május 10-én alakult meg, levált a tatai plébániától, aminek közel 250 évig fíliája volt. A hívek lelki gondozását továbbra is a kapucinus atyák végezték.
A II. világháború alatt két harangot vittek el.
1947-ben Gallina Ugod kapucinus atya Bajra költözésével helyben lakó plébánosa lett az egyházközségnek.
1971-ben Varga Ferenc plébános irányításával, elkezdődött a templom átfogó folyamatos felújítása, amely a külső tatarozással kezdődött. Kijavították a tetőt, megújult a külső homlokzat, új zsindelyfedést kapott a toronysisak. Ekkor az óra szerkezet is felújításra került
A szovjet katonák által a II. Világháború alatt tönkretett orgonát, melyet eredetileg 1910-ben a pécsi Angster József és Fia orgona- és harmónium- gyár Magyarszecsőd számára építette, 1973-ban teljes egészében újjáépült,
Az orgona
majd a belső világítást korszerűsítették, és villanyhajtásúvá tették a harangozást.
Ebben az időszakban a templom környezetét is rendezték. Ezen a parkosított területen található az I, és a II. világháborús emlékmű, és egy nagy kőkereszt.
A községnek nem volt saját plébánia épülete, 1978-1981 között egyházközségi összefogással ez is megépült.
A templombelső teljes kifestését Antretter Jenő végezte 1984-ben. Még ebben az évben a szemben miséző oltár is felállításra került.
1986-ban Závori Zoltán szilsárkányi festőművész felújította a kupola freskóit, és megfestette a két csehboltozaton látható négy freskót, majd restaurálta a falakon függő képeket is.
1988-ban villamos sugárzófűtés került kialakításra a padsorokban.
A vörös márvány padozat 1987-1990 között készült el.
A stációk 1994-ben újultak meg.
A faragott, festett dombormű stációk
Ebben az évben került a templom bejárata mellett felállításra a második világháború 48 baji áldozatának emlékműve.
2000-ben a régi toronyórát villanyhajtású, távvezérelt órára cserélte ki az önkormányzat. Ekkor újult meg a templomtető is, fedélszékét kijavították, és cserépfedéssel látták el. A temető fenntartását 99 évre a helyi önkormányzat vette át.
2006-ban a II. Világháborúban elvitt harmadik harangot közadakozásból pótolták. A 140 kg-os "E" hangú bronz harang Gombos Miklós őrbottyáni műhelyében készült.
Az új harang, a község címerével
Ezt követően került felújításra az automata harangvezérlő rendszer is.
2007-ben ismét helyben lakó plébánosa lett az egyházközségünknek Pozsgai Csaba atya személyében. Oldallagos plébániaként Szomód, és Dunaszentmiklós Egyházközségeket is ellátta.
2009 virágvasárnapjának délutánján, (az azóta hagyományossá vált Geistagi (Látó-hegyi) családi keresztút során) került felszentelésre a hegyi keresztút Minden stációt más-más család állított, és még ma is gondjukat viselik az építtető család, vagy utódaik.
A keresztút végén levő golgota csoportot az Egyházközség tagjaink adományaiból emelték.
2012-ben a templom teljes villamos hálózata felújításra kerül. Ezt követően vált lehetővé a padsorok "üllőfelületi" fűtésének kialakítása, és az elavult villamos sugárzófűtési rendszer leszerelése. Még ebben az évben telepítésre került az ének kivetítőrendszer.
2013-ban megkezdődtek a templom külső felújítási munkálatok, melyek kiterjednek a tetőeresz csatorna hálózat kiépítésére, és az alapfalak szivárgó-vízelvezetésének megvalósítására, továbbá a templom külső, teljes-körű színezésére. E munkálatokat Önkormányzati, és állami támogatásokkal kiegészítve az egyházközség saját forrásainak felhasználásával finanszírozta.
Ettől az évtől Smudla Tamás tatai plébános, és Végerbauer Richárd tatai káplán atya látta el a hívek lelki gondozását.
2014-pünkösdjére, a templom külső felújítási munkálatai befejeződtek.
2015-től Havassy Bálint László tatai plébános, és Végerbauer Richárd tatai káplán atya látja el a hívek lelki gondozását.
Ebben az évben került sor az évek során elöregedett toronysisak tetőszerkezetének felújítását célzó engedélyezési, és kivitelezési tervek elkészítése és az Örökségvédelmi engedélyeztetési eljárás megindítására.
2016-márciusában megkezdődtek a toronysisak teljes-körű felújításának munkálatai.
E nagyszabású munkálatok a 7.300.000,-Ft-os állami-, és 1.000.000,-Ft-os Önkormányzati támogatás nélkül nem valósulhattak volna meg.
A támogatási összegeket a Baji Római Katolikus Egyházközség híveinek 3.200.000,-Ft-os hozzájárulásával kiegészítve sikerült előteremteni a beruházás mint egy 11.500.000,-Ft-os költségét.
Március 11-n fél tíz órakor a több évszázada a tornyon nyugvó süveg a kovácsolt vas kereszttel le emelésre került a templomról.
Május 23.-n, a Győri Egyházmegye vértanú püspökének, Boldog Apor Vilmos emléknapján ismét a templom tornyon talált megszokott helyére a kétszáztíz éves kovácsoltvas kereszt, és a teljesen újjáépített templom süveg.
Ez év augusztus 1-től plébániánkat ismét a Tata Szent Imre plébániához (Kapucinus templom) csatolták.
Ettől az időpontól Kovács Csaba Albert plébános, és Váradi Kristóf káplán látta el a hívek lelki gondozását.
Ettől az időpontól Kovács Csaba Albert a plébános, és Váradi Kristóf káplán látták el a hívek lelki gondozását.
2018, augusztus 1-től Holpár István Balázs vette át a kápláni feladatokat.
2019, Virágvasárnapját megelőző héten megkezdődött a templom belső felújítása. A belső felújítási, festési munkálatok kiterjedtek az átázott vakolatrészek szárítóvakolattal történő cseréjére, és a templombelső falazatának teljes festési munkálatainak elvégzésére, és a padok faszerkezetű aljzatának cserjére.
A felújítási munkálatok idején átmenetileg a templomban nem lehetett szertartásokat tartani. Pünkösd ünnepére ismét tudta a híveket fogadni a templom. A teljes belső felújítás július végére zárult le.
A templombelső felújítási, és festési munkálatai, és a hozzá kapcsolódó kiegészítő költségek megközelítették a 20,5 millió forintot.
Ebből az összegből, a pályázati támogatás csaknem 15 millió forintot fedezett. A 2.000.000,-Ft-os Önkormányzati támogatás, és az Egyházközség 3.5 millió forint önerő fedezésével sikerült a felújítást finanszírozni.
Augusztus 1-től Varga Gábor vette át a kápláni feladatokat

## A templom harangjaink megszólalása
A templom harangjai ezekben az időpontban szólalnak meg:
Az úrangyala imádságra, reggel 6 órakor, déli 12, és télen este 7, míg a nyári időszakban este 8 órakor a nagy harang hívja a híveket.
Az esti úrangyala imádságot követően a kis-harang emlékeztet, hogy meghalt szeretteinkért imádkozzunk.
Jézus Krisztus kereszthalálára, minden pénteken délután 3 órakor emlékeztet a középső harang.
Minden szombaton este fél nyolckor, a vasárnap vigíliájának (elő-estélyének) kezdetére emlékeztetnek harangjaink.
Ebben az időpontban külön is, és együtt is megszólal mindhárom harang.
A hétköznapi Szentmiséket megelőzően félórával a nagyharang hívogató harangszóval jelzi a közeledő szertartást.
A szentmisét közvetlen megelőzően, a nagy és a kis harang lépegető beharangozását követően kezdődik meg a szentmise.
A vasárnapi Szentmisét megelőzően félórával szintén a nagyharang hívogatja a híveket.
A szentmisét megelőzően negyed órával, a középső harang megismétli a hívogatást.
A szentmisét közvetlen megelőzően, mindhárom harang lépegető beharangozását követően kezdődik meg a vasárnapi szentmise.
Egyházközség tagjának halálhír vételét követően, és a temetése napján a déli úrangyala harangszót követően a két kisebb harang 3 versben emlékezteti a híveket az elhunyt lelki üdvéért történő imádságra.
A harangok a rendszeres megszólalásaikon túl megszólalnak az év több napján is hálaadás vagy megemlékezés céljából.
Ezek az időpontok az alábbiak:
- Új év éjfélkor mindhárom harang szól az óév hálaadásaként, és az új év köszöntésére.
- A hősök napján, május utolsó vasárnapján (a déli harangszót követően) a három harang, három versben emlékezik meg hőseinkről.
- Az 1920-as trianoni szerződés aláírásárának időpontjában, június negyedikén 16 óra 32 perckor szólal meg a két kisebb harang.
- A keresztény egység napján, szeptember 14-én (a déli harangszót követően) szólal meg mindhárom harangunk.
- Október hatodikán az aradi vértanúkra emlékezik a két kisebb harang a déli harangszót követően.
- Október 27-én 14 órakor, a Baji sortűz nyolc áldozataiért nyolc percen keresztül szól a két kisebb harang.
- Halottak napján a két kisebb harang három versben emlékezik elhunyt testvéreinkre.
- November 4-én a déli harangszót követően a két kisebb harang emlékezik az 1956-os szabadságharc áldozataira

## Az egyházközség plébánosai, segédlelkészei és káplánjai
forrás: http://bajitemplom.5mp.eu/web.php?a=bajitemplom&o=lPiWB1OeZ5
1. P. Sennen Cap. adm.
2. P. Aloisius /Alajos/ segédlelkész
3. P. Vunibaldus segédlelkész
4. P. Petrus /Péter/ Baptista
5. P. Matheus /Máté/
6. P. Kálmán
7. P. Tádé
8. P. Kálmám adminisztrátor
9. P. András /Éllepauer/ –1848
10. P. Szabó Gracian segédlelkész
11. P. Hugó 1849–1849
12. P. Kling Libor 1850–1852
13. P. Tauber Miklós 185–1863
14. P. Krisogonus segédlelkész 1863–1865
15. P. Zaradnik Hendrik
16. Ashberger Máté adminisztrátor 1865–1868
17. P. Vernancius adminisztrátor 1868–1873
18. P. Makarius adminisztrátor 1873–1876
19. P. Stark Nikodémus 1876–1882
20. P. Tóth István adminisztrátor 1882–1883
21. P. Bertalan adminisztrátor /Räck/ 1883–1887
22. P. Garay Sándor adminisztrátor 1887–1899
23. P. Lindauer Károly adminisztrátor 1899–1902
24. P. Izaurus Izidor adminisztrátor 1902–1904
25. P. Emmánuel 1904–1905
26. Horváth Antal adminisztrátor 1905–1908
27. Severin admin. Frauenberger 1908–1912
28. Tormássy Arthur adminisztrátor 1912–1912
29. P. Veremund adminisztrátor 1912–1915
30. P. Appolinár adminisztrátor 1915–1916
31. Barczuk Amadé adminisztrátor 1916–1918
32. Weisinger Rajner adminisztrátor 1918–1922
33. P. Molnár Szerafin adminisztrátor 1922–1923
34. P. Förster István adminisztrátor 1923–1934
35. Pallos Ambrus segédlelkész
36. Bögözy Vilmos
37. Tury Timót adminisztrátor 1934–1937
38. Gallina Ugod OFMCap 1937–1953
39. Zsombok Ferenc lelkész 1952–1970
40. Varga Ferenc plébános 1970–1997. Oldallagosan ellátta 1987-től a szomódi és a dunaszentmiklósi plébániát.
41. Virágh János OFMCap 1997–2000. Tata II.-ről (Kapucinus plébánia) látta el a plébánosi feladatokat.
42. Ciprián atya 1999–2000
43. Kótai László plébános 2000–2007. TataI.-ről látta el a plébánosi feladatokat.
44. Pozsgai Csaba plébános 2007–2013. Oldallagosan ellátta Szomód, és Dunaszentmiklós plébániát.
45. Smudla Tamás plébános 2013–2015. Tata I.-ről látta el a plébánosi feladatokat.
46. Végerbauer Richárd káplán 2013–2016. Tata I.-ről látta el a kápláni feladatokat.
47. Havassy Bálint László plébános 2015–2016. Tata I.-ről látta el a plébánosi feladatokat.
48. Kovács Csaba Albert OCD plébános 2016–. Tata II.-ről (Kapucinus plébánia) látja el a plébánosi feladatokat.
49. Váradi Kristóf káplán 2016–2018. Tata II.-ről (Kapucinus plébánia) látta el a kápláni feladatokat.
50. Holpár István Balázs káplán 2018-2019. TataII.-ről (Kapucinus plébánia) látta el a kápláni feladatokat.
51. Varga Gábor káplán 2019- .TataII.-ről (Kapucinus plébánia) látja el a kápláni feladatokat

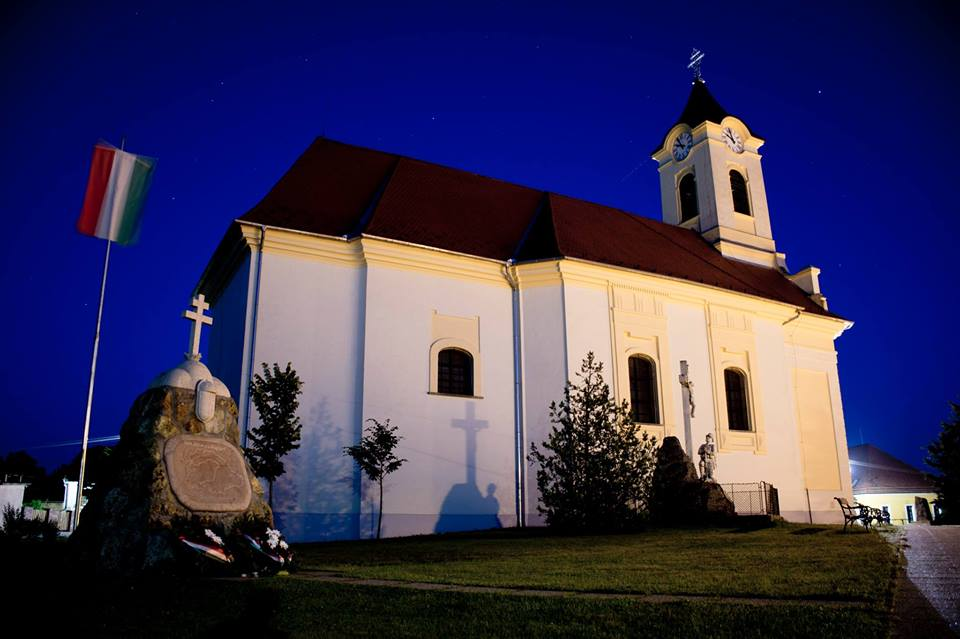